# Nordland '99
Nordland 99 er en dansk tv-serie af Kasper Møller Rask fra 2022 vist på DR.

## Plot
Da en ung mand forsvinder i 1999, afslører hans venner og søsters søgen efter ham skræmmende sandheder om deres lille by.

## Medvirkende
| Skuespiller             | Rolle     |
| ----------------------- | --------- |
| Elias Budde Christensen | Lukas     |
| Emilie Kroyer Koppel    | Emma      |
| Troels Lyby             | Christian |
| Noa Risbro Hjerrild     | Kris      |
| Sylvester Byder         | Oskar     |
| Lukas Løkken            | Lasse     |
| Petrine Agger           | Maria     |
| Viilbjørk Malling Agger | Sofie     |
| Henning Valin Jakobsen  | Dan       |
| Joen Højerslev          | Johan     |
| Anders Brink Madsen     | Thorsten  |